# Alien 9
Alien 9 (エイリアン9?, Eirian 9) è un manga scritto e disegnato da Hitoshi Tomizawa. È stato serializzato sulla rivista Young Champion di Akita Shoten tra il 1998 e il 1999 ed è stato poi raccolto in tre volumi tankōbon. Un adattamento OAV è stato prodotto da J.C.Staff tra il 2001 e il 2002. Un manga sequel dell'opera principale, intitolato Alien 9 Emulator, è stato pubblicato da Akita Shoten sulla rivista Champion Red nel 2002.

## Trama
La terra viene invasa da una particolare fauna aliena che appare all'improvviso a bordo di navi dalla forma vegetale, queste navi finiscono per schiantarsi sulla terra senza un apparente motivo. Per nulla minacciati dalla comparsa improvvisa di creature spaziali i terrestri si limitano solamente alla loro cattura e alla preservazione delle specie spaziali che cadono casualmente sulla terra. Per questo compito nelle scuole giapponesi esiste un'apposita squadra denominata squadra anti alieni (alien Party), composta da studenti eletti per classe. La squadra, formata da tre studenti, ha il compito di dare la caccia agli alieni che compaiono all'interno dell'istituto durante le ore di lezione e garantire così la sicurezza degli studenti. La squadra deve tenere particolarmente conto dell'incolumita degli alieni stessi, considerati una specie protetta e preziosa. Dopo la cattura vengono condotti e rinchiusi in un luogo di detenzione situato all'interno della scuola, uno dei compiti della squadra è anche quello di occuparsi degli alieni catturati. Per la cattura la squadra sfrutta a sua volta una specie aliena chiamata Borg, un simbionte che vive come un parassita con il suo ospite umano e dal quale trae il suo nutrimento, in un rapporto che viene definito dai borg stessi "Un dare e ricevere". I borg sono una razza aliena telepatica capace di reagire allo stato emotivo del proprio ospite e di comunicare con lui, il rapporto che si crea con il simbionte diventa sempre più forte man mano che lo si utilizza fino a fondere alcune capacità aliene con l'utilizzatore.
La protagonista della serie è Yuri Otani, una dodicenne dal carattere fragile e insicuro che ha appena iniziato il sesto anno di scuola (equivalente alla nostra prima media). Ha una profonda paura degli alieni ai quali non riesce ad abituarsi, solo la loro presenza è motivo per lei di paura e disagio. Destino vorrà che Yuri, il primo giorno, venga eletta quasi all'unanimità dai suoi compagni per entrare nella squadra anti alieni, iniziando così un tormentato rapporto con il suo borg e il suo ingrato compito.

## Personaggi

### Umani
Yuri Otani (大谷ゆり?, Otani Yuri)
È una dodicenne tormentata dalla presenza aliena e la loro apparizione all'interno dell'istituto sono per lei motivo di un costante disagio. Il suo fobico rapporto con gli alieni verrà peggiorato dalla sua elezione, da parte dei suoi compagni di classe, come membro della squadra anti alieni. Nelle varie spedizioni di caccia, dove si trova costretta a intervenire assieme alla sua squadra, Yuri subisce spesso attacchi di panico che finiscono per paralizzarla in lacrime nel mezzo di un'azione, il suo stato emotivo la mette spesso di fronte al pericolo obbligando più di una volta il suo borg a uccidere gli alieni ostili per proteggerla, contravvenendo alle regole delle insegnanti di non nuocere alle creature, verrà spesso salvata anche dalle sue due compagne di squadra che la troveranno più di una volta in una crisi di pianto ininterrotto. Lo strano rapporto che lega Yuri al suo simbionte è a senso unico, mentre per le sue compagne la sintonia con il borg è vitale, Yuri spesso perde il controllo facendo agire il Borg attraverso le sue emozioni di odio e panico per gli alieni. Nell'arco di tutta la serie animata non verrà svelato però da cosa è dovuta la sua paura patologica per gli alieni.
Kumi Kawamura (川村くみ?, Kawamura Kumi)
È il membro più indipendente della squadra, il suo approccio serafico e responsabile spesso è motivo di contrasto con quello remissivo e inefficiente di Yuri. Membro da anni del consiglio degli studenti è stata molto vicina alla madre, rimasta vedova, per aiutarla nel suo lavoro di scrittrice. Le sue attività extra scolastiche la ricoprono di doveri e responsabilità, compiti per i quali ha imparato a farsene carico con rassegnazione.
Kasumi Tōmine (遠峰かすみ?, Tōmine Kasumi)
Il suo carattere è diametralmente opposto a quello di Yuri. Far parte della squadra anti alieni è motivo per lei di entusiasmo e divertimento. Ragazza dai molteplici talenti eccelle in molte discipline come il pianoforte, la danza, gli scacchi e il pattinaggio a rotelle. Colleziona trofei e medaglie al merito per i suoi molteplici successi ed è capace di eccellere in quasi tutto quello che fa. I suoi progressi sono merito del padre, il quale, rispondendo alle domande dell'insegnante della figlia, gli riferisce che come padre gli permette di fare qualunque cosa, tranne che abbandonare le sue attività fino a quando non dà il meglio di sé. Kasumi ha un fratello da lei molto amato e che si è dovuta separare a malincuore perché mandato a studiare all'estero. Si trova spesso a salvare Yuri ma al contrario di Kumi, che non sembra sopportare il suo continuo vittimismo, Kasumi si limita a pensare solo a se stessa e alle sue capacità.
Megumi Hisakawa (久川めぐみ?, Hisakawa Megumi)
È l'insegnante incaricata di occuparsi della formazione delle tre ragazzine. Il suo compito è monitorare, compilando lunghi rapporti, i progressi nell'attività anti alieni della squadra. Per ognuna di loro archivia un rapporto dettagliato analizzando gli aspetti più intimi delle loro personalità. Il soggetto più difficile è ovviamente Yuri a cui dedica maggiori attenzioni, ma anche per le altre due ragazze approfondisce analizzando difetti e condizionamenti sociali. Considera gli alieni, anche quelli più feroci e pericolosi, preziosi come forme di vita e impone alla squadra di catturarli senza fargli alcun male. Nell'ultimo OAV si svela che è lei che organizza e combina l'arrivo degli alieni, in segreto, per addestrare le ragazze.

### Entità aliene
Borg (ボウグ?, Bōgu)
Sono una specie simbionte che vive come parassita dell'ospite che lo utilizza e con il quale si lega telepaticamente. Il borg va indossato come un casco, possiede un corpo largo e piatto e la testa fusa al corpo, privo di braccia e gambe si sposta solo tramite il suo simbionte. Indossato il borg entra in sintonia con i pensieri dell'ospite obbedendo alle sensazioni e impulsi emotivi. Il suo compito è proteggere l'ospite ma riceve da esso anche il nutrimento per sopravvivere. L'arma dei borg è costituita da filamenti piliferi molto estesi che scaturiscono dalla sua base, di colore bianco e sottili, intrecciandosi in fasci più spessi assumono una consistenza metallica flessibile a vite che terminano con uno spuntone. Questi filamenti possono protrarsi a centinaia dal borg creando reti protettive o vere e proprie armi di offesa capaci di fare a pezzi qualunque cosa. Un effetto collaterale nell'utilizzo del borg è la mutazione fisica di alcune loro capacità aliene che vengono trasmesse all'ospite, come l'abilità di trasformare i propri capelli nelle armi che i borg utilizzano per difendersi.
I rapporti che i borg intrecciano con le tre protagoniste sono differenti a seconda delle personalità di queste ultime. Yuri è anche l'unica umana del gruppo, oltre alle loro insegnanti, che dopo la morte del proprio Borg sviluppa la stessa abilità offensiva.
Navi aliene
Appaiono come capsule da schianto che portano al loro interno gli alieni, sono però a loro volta delle forme di vita e possono comparire all'improvviso. Ne atterra una, nel primo OAV, nel cortile della scuola come un enorme fungo alto una decina di metri al cui interno vengono cercati gli alieni nel frattempo fuggiti.
Borg parassiti
Fanno la loro apparizione nel secondo OAV. Hanno le stesse capacità e armi dei borg usati dalla squadra anti alieni, con la differenza che si impossessano della mente del loro ospite manovrandolo come una marionetta. Le capacità psichiche degli alieni sono tra gli aspetti che più contraddistinguono il bestiario dell'anime.
Yellow Knife
Compare alla fine del terzo OAV. Viene descritto come tipo vegetale, assomiglia però di più a un'enorme megattera adagiata sul tetto della scuola in un'apparente immobilità. Se minacciato assorbe un campione delle onde cerebrali e i ricordi isolandoli e utilizzandoli per terrorizzare il nemico, le riflette come onde cerebrali d'interferenza o distruggendogli le capacità cognitive.
Con questa capacità riesce a condizionare Kasumi, che viene infine divorata dall'alieno. Il Yellow Knife esplorerà le paure e i ricordi delle protagoniste fino a metterle a nudo di fronte alle paure più inconsce. Per salvare Kasumi, ancora viva all'interno del corpo alieno, interverranno anche le loro insegnanti, anch'esse vittime dell'attacco psichico.
Fauna aliena
La maggior parte degli alieni si presentano come animali comuni, alcuni aggressivi altri più innocui, fanno tutti parte di una fauna esotica che arriva sulla terra attraverso le navi aliene e che si ritrovano, loro malgrado, in un mondo urbano. Vengono catturati e tenuti sotto chiave all'interno dell'istituto, nutriti e accuditi dai componenti della squadra anti alieni fino a quando Yuri, dopo che gli viene ucciso il proprio borg, sviluppa la capacità offensiva del suo simbionte uccidendo ogni alieno custodito nella scuola.

## Anime
L'anime è stato adattato dal manga in 4 OAV, le storie sono riprese da metà del secondo volume del manga e animate dalla J.C.Staff e Genco dal 2001 fino alla conclusione del quarto OAV nel 2002 e trasmesso dalla rete televisiva Animax. La serie animata è rimasta inconclusa rispetto ai volumi cartacei dai quali ha preso ispirazione solo per 4 storie indipendenti. La mancanza di una serializzazione completa, che lascia quindi praticamente ogni mistero in sospeso, è stata una decisione dall'autore per invogliare l'acquisto dei tre volumi del manga. Hitoshi Tomizawa è infatti conosciuto per aver realizzato serie molto brevi dai temi profondi e riflessivi che rendono difficile la commercializzazione in serie tv per la limitata durata delle storie.

### Cast
| Personaggio        | Voce              |
| ------------------ | ----------------- |
| Yuri Otani         | Juri Ihata        |
| Kumi Kawamura      | Kaori Shimizu     |
| Kasumi Tomine      | Noriko Shitaya    |
| Megumi Hisakawa    | Aya Hisakawa      |
| Miyu Tamaki        | Manami Nakayama   |
| Borg Kumi          | Ryūsei Nakao      |
| Borg di Yuri       | Ryūsei Nakao      |
| Borg Kasumi        | Ryūsei Nakao      |
| Yellow Knife       | Akira Ishida      |
| Mino-san           | Chinatsu Kasahara |
| Manabu Namiki      | Kazuhito Suzuki   |
| Padre di Kasumi    | Kōichi Nagano     |
| Yasui              | Kunihiro Kawamoto |
| Committee Chairman | Mami Fukai        |
| Madre di Kumi      | Masami Toyoshima  |
| Annunciatrice      | Miku Kuryuu       |
| Principal          | Rei Sakuma        |
| Tomoya Hironaka    | Rei Sakuma        |
| Shionozaki-sensei  | Yuko Kato         |
| Madre di Yuri      | Yuko Kato         |
| Hiroshi Iwanami    | Yūko Sanpei       |

### Episodi
| Nº | Giapponese 「Kanji」 - Rōmaji                                        | In onda           | In onda |
| Nº | Giapponese 「Kanji」 - Rōmaji                                        | Giapponese        |         |
| 1  | 「第9小学校 エイリアン対策係」 - Dai 9 Shōgakkō Alien Taisaku-gakari | 25 giugno 2001    |         |
| 2  | 「退屈 宇宙船 過成長」 - Taikutsu Uchūsen Ka-Seichō                  | 25 settembre 2001 |         |
| 3  | 「夏休み ボウグ 絶命」 - Natsuyasumi Borg Zetsumei                   | 25 novembre 2001  |         |
| 4  | 「始まりの終わり」 - Hajimari no Owari                               | 25 febbraio 2002  |         |